# 于焌吉
于焌吉（1899年—1968年2月25日），字谦六，河北文安人，中华民国外交官。
于焌吉从南开大学毕业后赴美国留学。先后获丹尼森大学哲学学士与科学学士学位、纽约大学科学博士学位、哥伦比亚大学哲学博士学位。其后又赴英国伦敦大学进修国际公法。回国后，担任过外交部条约委员会委员、外交部对外撤销领事裁判权宣传委员。后被派遣出国，先后任中华民国驻古巴公使馆二等秘书兼驻夏湾拿领事、代理驻旧金山总领事。1935年，任条约委员会专任委员。同年4月，又被派往美国任驻纽约总领事。1946年3月起，任中华民国驻意大利大使。期间，还曾兼任中华民国驻西班牙大使、驻出席联合国代表团副团长。1968年，在台北病逝。